# Tottenham Hotspur Stadium
Tottenham Hotspur Stadium je domovský stadion anglického fotbalového klubu Tottenham Hotspur v severním Londýně. Nahrazuje předchozí stadion White Hart Lane. Má kapacitu 62 850 míst, což z něj činí jeden z největších stadionů v Premier League a největší klubový stadion v Londýně. Je navržen tak, aby byl víceúčelovým stadionem a představuje první fotbalové hřiště na světě, jehož trávník je dělený a je možné ho zatáhnout; pod fotbalovým trávníkem je další umělý trávník, určený pro zápasy amerického fotbalu, koncerty a další akce.
Projekt z roku 2007 byl několikrát revidován a výstavba stadionu začala až v roce 2015. Stadion byl slavnostně otevřen 3. dubna 2019 před prvním zápasem Premier League.
Stadion je občas označován fanoušky a některými médii jako New White Hart Lane.